# Parque de la Industria (Guatemala)
Parque de la Industria es un centro de exposiciones que proporciona amplios espacios para actividades culturales, artísticas y comerciales, entre otras.  El complejo está ubicado en Zona 9, Ciudad de Guatemala, Guatemala . El recinto fue creado para albergar a las más grandes e importantes exposiciones, congresos, ferias y más eventos de todo el país. Su superficie comprende un área de 78,385 m² de construcción y  23,424 m² para exposición bajo techo distribuida en 12 salones, de los cuales 3 cuentan con aire acondicionado. Además ofrece espacios al aire libre y jardinizados ideales para bodas y fiestas infantiles, entre otros. El complejo es considerado como el primer gran centro de convenciones en Centroámerica.

## Historia
Anteriormente, el lugar del complejo era un bosque de cipreses que tenía una laguna, en la que se criaban patos silvestres y formaba parte del anterior Cantón Tivolí, actualmente, zona 9 de la capital. 
En 1960, el expresidente  Miguel Ydigoras Fuentes dio su aprobación para construir en dicha área un gran parque, en el que se pudiera exponer la producción de las industrias de Guatemala y Centroamérica. En ese momento se construyeron dos grandes salones de exposiciones que fueron decorados por los populares artistas guatemaltecos Roberto González Goyri y Efraín Recinos.
En 1961, el complejo fue inaugurado para grandes eventos de talla nacional e internacional como ferias, exposiciones, hospitales para emergencias, eventos masivos y reuniones exclusivas . 
En 1973, Según decreto ley número 67-73 del Congreso de la República se constituye el Comité Permanente de Exposiciones “COPEREX”, el cual es conformado por una Junta Directiva cuyos integrantes son representantes de diferentes cámaras del sector privado. COPEREX administra con fondos privativos que se generan por los servicios que presta y no percibe asignación presupuestaria del estado.
En la década de los 70s, se crea la Feria Internacional (INTERFER) en la que se tenía como principal atraer a comerciantesy expositores de diversos países , sin embargo, se convirtió más en una feria más nacional que atrae a comerciantes principalmente guatemaltecos la cual se realiza en la última quincena de noviembre hasta el 23 de diciembre generalmente.La feria se ha realizado en todos los años teniendo dos interrupciones en , el año 1976 , el país sería devastado por un terremoto de magnitud 7.5 , en el cual el parque fue utilizado por el Hospital San Juan de Dios ,en donde, la feria no se realizó durante 7 años.
La segunda interrupción ocurrió el 23 de marzo de 2020 , cuando el presidente Alejandro Giammattei anunció que se utilizará el centro se acoplará como un hospital temporal para atender a las personas en condiciones graves por la pandemia de COVID 19 dejando de funcionar el 30 de marzo de 2023 . La feria produce más de Q50 millones de quetzales y cuenta con 511 espacios para stand. 
El 22 de marzo de 2024, la banda uruguaya El Cuarteto de Nos, como parte de su Tour Lámina Once, hicieron un recital acá.

### Áreas
- El complejo cuenta con 10 salones
- Dos áreas de restaurantes
- Plazoleta Central
- Área 8/9
- Salón Guatemala

## Patrimonios
El parque ostenta piezas artísticas de escultura y plástica nacional y se constituye en un guardián de 9 bienes culturales registrados como Patrimonio Nacional, inmortalizados por los maestros del arte guatemalteco Efraín Recinos y Roberto González Goyri, entre otros.

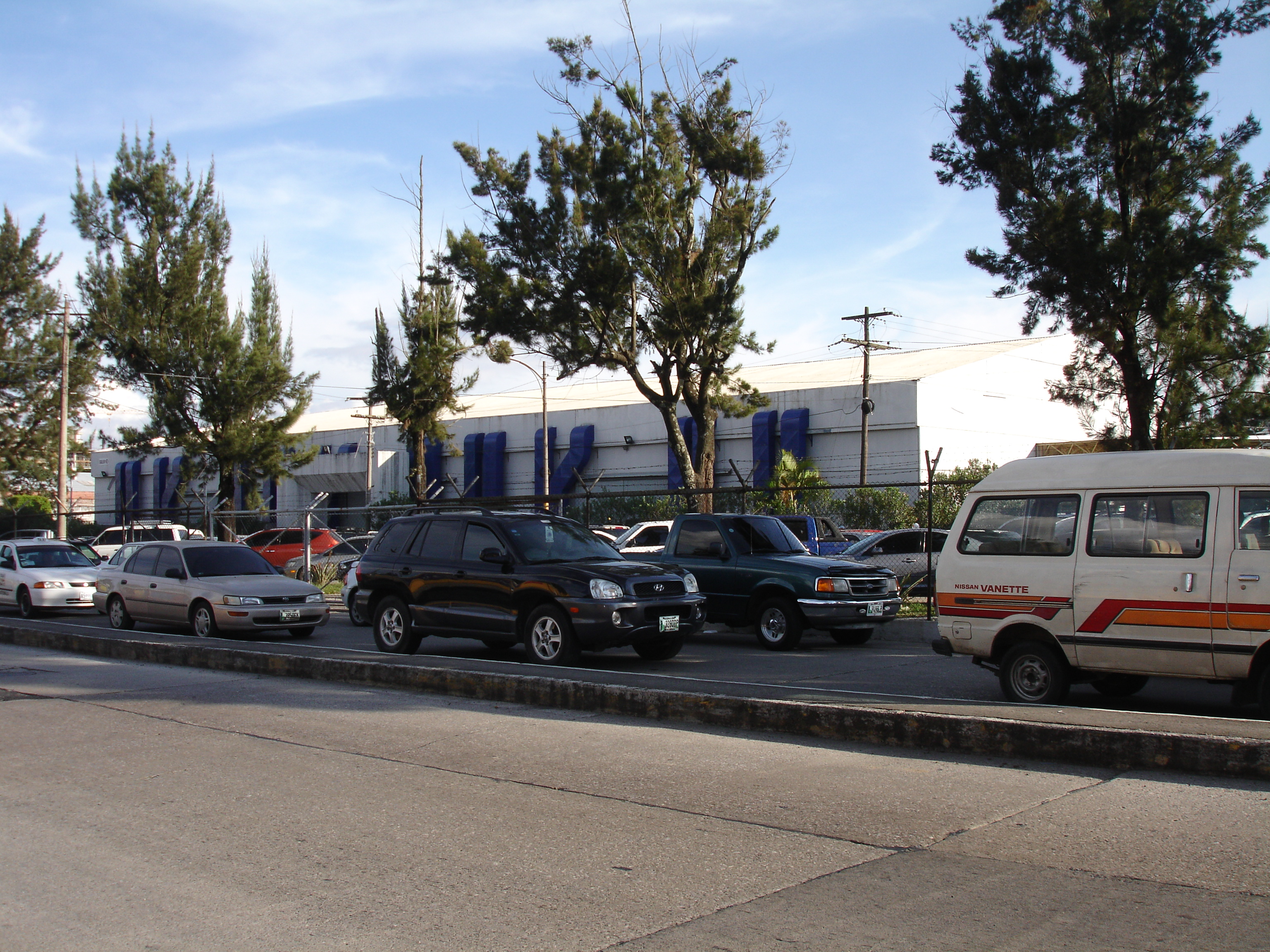
Vista hacia uno de los salones del Parque de la Industria

Salón Cristal: Presenta en los dos niveles muro cortina de vidrio con perfil de aluminio y se une al nivel de la calle por medio de una pasarela de losa de concreto armado. En la fachada lateral del primer nivel presenta un juego de texturas de ladrillo tubular a modo de celosía, el ingreso cuenta con enmarcación de dos bloques de piedra bola y puerta de vidrio, luego ladrillo y ventanería. El segundo nivel tiene muro cortina de vidrio.
Inmueble Administrativo: Inmueble de un nivel de estilo funcionalismo. En su fachada presenta un juego de volúmenes entrantes y salientes, planos y texturas de piedra, ladrillo tubular en distintos tamaños y ventanería, losa plana con voladizos. Tiene dos placas conmemorativas. Monumento a la Industria: Escultura monumental monocromática realizada por el Maestro Efraín Recinos. Los materiales que la componen son mármol, concreto y hierro, con incrustaciones de mosaico que dan vida a esta pieza de 20 metros de alto. Simboliza la industria Guatemalteca y la pieza evoca imágenes humanas que empujan hacia arriba y forman un engranaje. En un inicio en la parte superior de esta obra brotaba agua y se integra a lo que conocemos como “La Fuente del Parque de la Industria”. Monumento al Beso: Obra del Maestro  Efraín Recinos ubicada dentro de la Fuente del Parque de Industria, donde se localiza la cascada mural que es una obra en alto relieve hecha de concreto martelinado donde predominan figuras acuáticas y “náyades”, figuras bautizadas así por el artista. Finalizan esta obra las representaciones de sirenas que ponen un toque místico a esta obra en movimiento.
Guatemala abre sus puertas al comercio: Mezcla de hierro forjado y pintura, de estilo expresionista abstracto fue realizado también por el maestro Efraín Recinosy presenta figuras de perfil antropomorfas, elementos lineales y orgánicos. Esta pieza simboliza un país abierto al comercio.
Noviazgo entre la luna y el paisaje: Mezcla de hierro forjado y pintura, de estilo expresionista abstracto fue realizado también por el maestro Efraín Recinos y presenta figuras de perfil antropomorfas, elementos lineales y orgánicos. Esta pieza simboliza un país abierto al comercio.
Folclore Guatemalteco: Realizado por el Maestro Roberto González Goyri tiene metal forjado, pintura y mosaico. De estilo expresionista abstracto, evoca instrumentos musicales como la marimba y tradiciones de Guatemala como el telar y el torito, entre otras. Es una clara expresión de los valores culturales de nuestra identidad.
Industria Guatemalteca:  Obra del Maestro Roberto González Goyri conformada de herrería y mosaico, y presenta figuras antropomorfas. Figuras estilizadas de hierro en relieve se resaltan contra fondos de color sólido preparados con mosaico veneciano.
Concha Acústica: Diseñada por el arquitecto mexicano Félix Candela, los realizadores fueron los Ingenieros Luis Vásquez y Mauricio Castillo. Esta estructura es realizada por placas de concreto que forman un paraboloide hiperbólico de 20 metros de altura. Su objetivo principal es la presentación de eventos musicales y artísticos.

## Datos del Parque de la Industria
- 24,602 m² de áreas verdes
- 53,783 m²de caminamientos y áreas de circulación
- 15 baterías de baños para mujeres
- 15 baterías de baños para hombres
- Concha Acústica con camerinos y baños, para eventos artísticos.

- Planta de Emergencia con capacidad de 625KVA/500KW, con transferencia automática, que asegura energía ininterrumpida durante todos los eventos.
- Capacidad de parqueo para más 1,000 vehículos
- Pago automatizado de parqueo, por medio de estaciones de pago.